# Juan Paz del Castillo
Juan Paz del Castillo y Díaz Padrón nació en Caracas el 19 de septiembre de 1780. Era hijo de Blas Francisco Paz del Castillo y Juana Isabel Díaz Padrón y Hernández Caraballo de Acosta. Una vez que estalla la Revolución Hispanoamericana Paz del Castillo se incorpora al ejército republicano de Francisco de Miranda sirviendo en las campañas de los años 1811 y 1812, alcanzando el grado de Coronel. 
La caída del revolucionario Miranda se consuma con la capitulación de San Mateo en 1812. Considerado traidor fue apresado y entregado al jefe español Domingo de Monteverde entre los conjurados estaban Simón Bolívar y el propio coronel Paz del Castillo. Monteverde no respeta los términos de la capitulación y Paz del Castillo junto a otros 7 revolucionarios, fueron enviados prisioneros a España. Allí estuvieron encerrados en los calabozos de Cádiz y de Ceuta hasta el año 1815. Cuando logran ser liberados del presidio africano, Paz del Castillo viaja a Jamaica, no siéndole posible viajar a la Venezuela bajo control español se traslada a México, Estados Unidos y finalmente a Chile donde arriba en el año 1818. 
En Chile se une al ejército del Sur al mando del general José de San Martín; donde participó en la Batalla de Maipú formando parte del Estado Mayor, y luego en la Segunda campaña al sur de Chile en 1819. Marcha después en la Expedición libertadora que parte de Valparaíso con destino al Perú también en su Estado Mayor, como ayudante comandante general. Más tarde toma parte en la campaña del general Antonio José de Sucre que concluye en la Batalla de Pichincha, incorporándose entonces al ejército de la Gran Colombia. Bolívar le otorga el mando de la División Auxiliar de Colombia que en 1822 sería enviada como primera expedición al Perú, pero que retornó a Guayaquil, negándose a participar en la Campaña de Intermedios. 
Nombrado intendente de Guayaquil, colaboró en el apoyo logístico a Bolívar al mando del batallón Voltígeros de la Guardia tras la retirada del general San Martín del Perú, y se integró a la división grancolombiana para sus campañas de Junín y Ayacucho, siendo ascendido a general de División. Juan Paz del Castillo se estableció definitivamente en Guayaquil, pero durante el conflicto de la Gran Colombia con Perú fue ajusticiado por una partida militar el 24 de julio de 1828.